# Sylvain Parent-Bédard
Sylvain Parent-Bédard, né le 12 mars 1969 à Lévis, est un homme d'affaires québécois.

## Biographie
Sylvain Parent-Bédard a fait ses études au Collège de Lévis et à l'Université Laval.
Il fonde sa première entreprise à l'âge de 16 ans, une entreprise de vente et de location de consoles et de jeux vidéo.
En 1997, il fonde la compagnie QuébéComm, une agence de créateurs en divertissement spécialisés en humour (ComediHa!) et en musique (SISMYK).
Il est surtout connu pour avoir créé en 2000 le Festival du Grand Rire de Québec, devenu avec le temps le ComediHa! Fest qui a lieu dans plusieurs régions du Québec, dont l'évènement-phare reste le ComediHa! Fest – Québec, carrefour de l’industrie du rire et du divertissement.
Il a produit les spectacles de Madonna sur les Plaines, en 2012, et de Céline Dion sur les Plaines, en 2013.
Il est producteur de nombreuses séries télé, dont les séries à succès Lol :-) et Roast Battle. En 2019, sa compagnie annonce avoir acquis les droits de la série télévisée Brooklyn Nine-Nine pour en produire l'adaptation québécoise, Escouade 99, toute première adaptation mondiale de la série à succès.

## Vie privée
Sylvain Parent-Bédard est père de deux enfants. Il est président du conseil d’administration du Centre de réadaptation en déficience intellectuelle (CRDI).